# Ovce
Ovce (Ovis) su rod iz porodice šupljorožaca. Blisko srodne su s kozama, i ponekad ih se svrstava zajedno u isti rod. Pored domaćih ovaca, u ovaj rod svrstavaju se divlje ovce i mufloni. 

## Važnije vrste ovaca
- divlja ovca (Ovis aries), ukljućujući i domaće ovce O. a. aries koje potiču od njih
  - europski muflon (Ovis aries musimon)
  - laristanska divlja ovca O. a. laristanica
- urial ovca (Ovis vignei)
- argali ovca (Ovis ammon)
  - pamirska ovca ili kačgar O. a. polii
- snježna ovca (Ovis nivicola)
- Dallijeva ovca (Ovis dalli)
- američki muflon (Ovis canadensis)

Pored pasa, ovce su vjerojatno prve životinje koje je čovjek domesticirao. Procjenjuje se, da se to zbivalo prije 6000 do 8000 godina. Stav većine znanstvenika je, da domaća ovca vodi porijeklo od divlje ovce. Različite vrste divljih ovaca dijelom se razlikuju brojem parova kromosoma.
U svakodnevnom govoru, mužjaci ovog roga nazivaju se "ovnom", za ženke se koristi skupni naziv "ovca", dok se mladunci nazivaju "janje".

## Vanjske poveznice
- www.wissenschaft.de: Kako virusi pomažu janjadi da dođu na svijet - Znanstvenici su pronašli retrovirus koji je neizbježan za skotnost ovce (njemački)

### Ostali projekti
|  | Zajednički poslužitelj ima stranicu o temi Ovce |
|  | Wikivrste imaju podatke o taksonu Ovis          |